# سیلوین ماتریسیانو
سیلوین ماتریسیانو (انگلیسی: Sylvain Matrisciano؛ زادهٔ ۶ ژوئیهٔ ۱۹۶۳) بازیکن فوتبال اهل فرانسه است.
از باشگاه‌هایی که در آن بازی کرده‌است می‌توان به باشگاه فوتبال نانسی، باشگاه فوتبال والنسین، و باشگاه فوتبال لیل اشاره کرد.